# Театар на Брду
Театар на Брду је установа културе у оквиру Културног центра „Чукарица” основана 2018. године у Београду. Оснивачи су глумци Андрија Милошевић и Виктор Савић.
Налази се на месту некадашњег Биоскопа „Шумадија” на Бановом Брду у Београду. Репертоар Театра на Брду чине представе „Шећер је ситан осим кад је коцка”, „Златни ланац од бижутерије”, „Идем путем да загрлим брдо”, „Пази шта желиш”, али и многе гостујуће представе.